# Угрин Чак (архиепископ Эстергома)
Угрин Чак (венг. Csák nembeli Ugrin; ? — 1204) — венгерский церковный деятель на рубеже XII и XIII веков, епископ Дьёра (1188—1204), архиепископ Эстергома (1204).

## Биография
Угрин происходил из венгерского дворянского клана (рода) Чак. Согласно средневековой летописи «Деяния гуннов и венгров» («Gesta Hunnorum et Hungarorum») Шимона из Кезы, предком рода Чак был Саболч (Szabolcs), сын Элода (Előd) — вождя одного из семи мадьярских племён, пришедших в IX веке в Паннонию . По всей видимости, семья Чак состояла в родстве с династией Арпадов (Árpád). Внуком Саболча был Чак, основатель одноименного клана и современник великого князя Гезы и его сына Иштвана Святого. Венгерский историк Дьюла Кристо предположил, что Угрин, предположительно, был сыном того самого Угрина, который владел аббатством Вертессенткерешт в Вертешских Холмах в 1146 году . Другой историк Пал Энгель считал, что Угрин принадлежал к кисфалудской ветви рода Чак. В своем завещании в 1231 году Миклош Чак, служивший ишпаном различных графств в первой половине XIII века, называл Угрина своим братом, буквально «братом», но, скорее всего, это означает «дядя» в данном контексте.
С 1188 года (согласно подлинным грамотам только с 1192 года) Угрин Чак служил епископом Дьёра. Летом 1189 года германские крестоносцы прошли через Венгрию под командованием Фридриха I Барбароссы, императора Священной Римской империи. Венгерский король Бела III (1172—1196) приветствовал Фридриха в Эстергоме и отправил 2-тысячный отряд во главе с Угрином Чаком для сопровождения крестоносцев через Балканский полуостров. По просьбе Фридриха Барбароссы Бела III освободил своего заключенного Гезу, который присоединился к крестоносцам и покинул Венгрию. В ноябре король Бела III запретил епископу Угрину Чаку и венгерским крестоносцам не продолжить поход из Ниша, потому что он не хотел встречаться со своим зятем, византийским императором Исааком II Ангелом, в то время как принц Геза и его небольшой эскорт оставались в армии крестоносцев. Поэтому Угрин Чак и шестеро ишпанов вернулись в Венгрию . Будучи епископом, Угрин Чак значительно расширил и перестроил монастырь Вертессенткерест. Он нанял церковных архитекторов из Эстергома и Калочи, чтобы обновить и расширить его стены и цоколь, сочетая элементы романского и готического искусства.
После смерти короля Белы III Угрин Чак был непоколебимым сторонником его преемника Имре (1196—1204), все правление которого характеризовалось его борьбой против мятежного младшего брата, герцога Андраша. Папа римский Целестин III призвал Угрина Чака сохранять верность королю, когда Андраш вынудил Эмерика сделать его правителем Хорватии и Далмации в качестве удельного государства. В конце 1199 года Эмерик назвал Угрина Чака одним из своих «самых преданных прелатов» в письме к папе римскому Иннокентию III, который поддержал усилия Эмерика и запретил венгерским прелатам и священнослужителям отлучать от церкви сторонники короля, в том числе Угрин (как и некоторые епископы, в том числе епископ Печа Калан Бар-Калан и епископ Ваца Болеслав, были сторонниками герцога Андраша). Угрин Чак в 1198 году получил во владение от короля Эмерика деревню Михали. Эта деревня позже стала местом проживания кисфалудской ветви и ее потомков, семей Надымихали и Чаки (или Чаки) де Михали. В 1201 году король подарил Угрину деревню Санто близ Бодайка. Все его имущество было унаследовано его племянником (или братом) Миклошем Чаком.
Архиепископ Эстергомский Иоб скончался 1 февраля 1204 года. Король Венгрии Имре, который намеревался совершить паломничество в Святую Землю, не хотел покидать своё государство в неизвестности. Тяжело заболев, Имре хотел обеспечить преемственность своему четырехлетнему сыну Ладиславу. Архиепископы Эстергома по обычаю требовали коронаций для него. 24 апреля 1204 года Угрин был провозглашен избранным папой римским Иннокентием архиепископом Эстергома . Он является первым носителем сана, чьи семейные отношения и родственные связи известны. Папа Римский разрешил ему короновать Ладислава и отменить паломническую клятву больного Эмерика. Однако, Ладислав III был коронован 26 августа 1204 года Иоанном, архиепископом Калочи, что говорит о том, что Угрин Чак внезапно умер до этой даты. Его гробница из красного мрамора была раскопана археологами в XIX веке.